# Magda De Meyer
Magda De Meyer (Sint-Niklaas, 3 december 1954) is een voormalig Belgische politica voor sp.a. Daarnaast was ze van 2012 tot 2020 voorzitster van de Vrouwenraad. 

## Levensloop
De Meyer studeerde in 1976 af als germaniste aan de Katholieke Universiteit Leuven en stapte daarna in het onderwijs als interimleerkracht in een katholieke school in Hamme. Later werd ze vormingswerker bij het ABVV. Daar werd ze opgemerkt door Freddy Willockx, die haar de overstap naar de politiek deed maken.
Voor de SP en nadien de sp.a zetelde De Meyer drie keer in de Kamer van volksvertegenwoordigers: eerst van december 1987 tot november 1991, vervolgens van juli 1994 tot mei 1995 en ten slotte van juli 1999 tot mei 2007. In de Kamer zette ze zich onder meer in voor dossiers rond borstkanker, dierenrechten en schuldbemiddeling en van 2003 tot 2007 was ze quaestor van de assemblee. In de periodes februari 1988-november 1991 en september 1994-mei 1995 had ze als gevolg van het toen bestaande dubbelmandaat ook zitting in de Vlaamse Raad. De Vlaamse Raad was vanaf 21 oktober 1980 de opvolger van de Cultuurraad voor de Nederlandse Cultuurgemeenschap, die op 7 december 1971 werd geïnstalleerd, en was de voorloper van het huidige Vlaams Parlement. Bij de verkiezingen van juni 2007 raakte De Meyer niet meer verkozen. 
Van 1983 tot 2012 was De Meyer tevens gemeenteraadslid van Temse. Daarna was ze van 2013 tot 2018 OCMW-raadslid van de gemeente en zetelde ze voor burgerpartij TESAMEN van 2019 tot 2023 in het Bijzonder Comité voor de Sociale Dienst. In juni 2023 nam ze ontslag uit dit mandaat om naar Sint-Niklaas te verhuizen. Daar was ze voor Vooruit kandidaat bij de gemeenteraadsverkiezingen van oktober 2024, maar ze werd niet verkozen. De Meyer was ook een tijdlang regiovoorzitter voor haar partij.
Na haar mandaat in de Kamer ging Magda De Meyer van 2008 tot 2014 aan de slag als adjunct-kabinetschef. Eerst van 2008 tot 2011 voor de federale staatssecretarissen voor Armoedebestrijding Jean-Marc Delizée en Philippe Courard en nadien van 2011 tot 2014 voor Vlaams minister van armoede Ingrid Lieten. De Meyer zet zich ook in voor AWEPA (Parlementairen voor Afrika) en ging daarvoor onder meer als internationaal waarnemer naar de Congolese verkiezingen in 2006.
In november 2012 werd ze verkozen als voorzitter van de Nederlandstalige Vrouwenraad, een functie waarin ze Katlijn Malfliet opvolgde. In november 2020 werd De Meyer op haar beurt opgevolgd door Meron Knikman. In mei 2019 werd ze eveneens verkozen tot secretaris-generaal van de Europese afdeling van de Internationale Vrouwenraad. De Meyer bleef dit tot in april 2022 en was nadien tot december 2023 adjunct-kabinetschef voor de federale staatssecretarissen voor Gelijke Kansen Sarah Schlitz en Marie-Colline Leroy.
Sinds januari 2025 is De Meyer voorzitter van de Vlaamse Ouderenraad, het overlegplatform van verschillende ouderenverenigingen bij de Vlaamse regering.